# Фонд загубленного детства
Фонд Загубленного Детства (сокращённо — ФоЗД, FoZD или FoZ.D.) — товарищество с ограниченной ответственностью, официально зарегистрированное 6 марта 1992 года. Под эгидой ФоЗД в Москве были открыты музыкальное кафе «Отрадное» (оно же «Отрыжка») на Алтуфьевском шоссе, клуб «К-37» (он же «Калявка») на Новослободской и клуб «Sexton Fo.Z.D.» на Соколе (он же просто «Секстон»).

## История
Соучредителями фонда стали рок-музыканты, металлисты и участники мотоклуба «Ночные Волки» (в числе основателей — Алексей Поляков, гитарист группы «Монгол Шуудан», его брат Владимир Поляков и Олег Абрамов (прозвище — «Гастелло»); в числе соратников — лидер «Ночных Волков» Александр Залдостанов (прозвище — «Хирург»), гитарист группы «Тупые» Владимир Чижевский и др.). В оригинальном виде название фонда звучало как «Фонд „Загубляное детство“».

Сотворили это дело братья Алексей и Владимир Поляковы и Олег Абрамов. Все втроем они представляют «Фонд Загубленного Детства». Кстати, Алексея Полякова тусовка хорошо знает: он играет в «Монгол Шуудан» на бас-гитаре, а до этого работал с «Институтом Косметики». Братья делали здесь дискотеки и мечтали о «живых» концертах. А Олег Абрамов путешествовал по точкам и искал площадку и единомышленников для открытия рок-кафе. И поскольку это — богоугодное дело, то судьба свела всех троих вместе.
— Владимир Марочкин, «Куранты», 1992 год
6 марта 1992 года было учреждено товарищество с ограниченной ответственностью — «Фонд „Загубляное детство“». Президентом фонда назначен музыкант и писатель Олег Абрамов.
15 января 1993 года Фондом загубленного детства был учреждён и зарегистрирован в Министерстве печати и информации РФ журнал «Русский рок» (рег. № 011050). Главным редактором назначен журналист Владимир Марочкин.
4 февраля 1993 года в Московской регистрационной палате было зарегистрировано музыкальное агентство «СЕКСТОН ФО.З.Д.» (товарищество с ограниченной ответственностью). Директором агентства стал тур-менеджер Роман Шелест, ранее работавший с группой «Монгол Шуудан».
1 апреля 1993 года в клубе «Sexton FoZ.D.» состоялась первая церемония награждения деятелей рок-музыки, получившая название «Праздник Загубляного Детства». Церемония стала регулярной и проводилась с 1993 по 2000 год.

## Праздник Загубленного Детства
Праздник Загубленного Детства — церемония вручения наград по номинациям за высшие достижения в области отечественной рок-музыки. Победители в номинациях выявлялись путём опроса специалистов: анкеты с номинациями заполняли продюсеры, директора, арт-менеджеры и звукооператоры рок-клубов, директора и диджеи известных радиостанций, рок-журналисты и редакторы. Первое награждение состоялось в 1993 году, когда во время шуточной церемонии чествовали отличившихся за предыдущий год деятелей рок-музыки. С 1993 по 2000 год церемониями Праздника Загубленного Детства руководил музыкальный критик и публицист Владимир Марочкин. По его словам, Праздники Загубленного детства «стали у нас в рок-сообществе аналогом заокеанской премии „Грэмми“, что связано с некоей специфической процедурой согласований, поскольку победители в номинациях определялись путём анкетирования журналистов, продюсеров и других специалистов».

Все началось 7 лет назад с шутки: «Наши мамы и бабушки всегда говорили нам, что, слушая рок, мы губим своё детство. И вот мы его загубили!». Как это часто бывает, шутка обернулась реальностью…
— «Кто загубил своё детство в 1999?» (журнал «Афиша: Ваш досуг», 2000 год)

Сначала это была шутка, а теперь Праздник превратился в серьёзное мероприятие, проходящее в самых престижных залах столицы.
— В. Марочкин, «Повседневная жизнь российского рок-музыканта» (2003)

### 1993 год
Первое награждение Премией ЗД прошло 1 апреля 1993 года в московском клубе «Sexton FoZ.D.».

Первый праздник — «Они Загубили Своё Детство-92» состоялся в «Секстоне» 1 апреля.
Это было театрализованное шоу, декорированное под партсобрание. На сцене под красным знаменем стоял стол президиума, накрытый газетой «Труд», на которой лежали порезанная колбаска, плавленый сыр, стояли бутылки портвейна «Ереванский». В президиуме сидели, как положено, три человека: Великий магистр Ордена куртуазных маньеристов Вадим Степанцов, сотрудница фирмы «Фили» Ольга Немцова и рабочий Лёша. Задача президиума — «другим наливать и себя не забывать». У входа в клуб панк по фамилии Ленин каждому входящему наливал стакан портвейна, человек должен был стакан принять и расписаться: «Принял».
Призом в этом шоу были вымпел «Победителю социалистического соревнования», справка о загубленном детстве и стакан портвейна
— В. Марочкин, «Хроноскоп русского рока»

### 1994 год
Вторая торжественная церемония вручения наград ФоЗД, «Они Загубили Своё Детство-93», состоялась в апреле 1994 года в московском клубе «Sexton FoZ.D.». Начиная с этого праздника единым призом во всех номинациях становится чёрная майка с надписью на спине «Я загубил своё детство!».

Народу собралось много, яблоку было упасть негде, ведущему Юре Спиридонову приходилось продираться к сцене чуть ли не с боем. Всего охрана насчитала около семисот человек… хотя «Секстон» при всём желании вмещал не более двухсот. На сцене — совместный джэм групп разных поколений: «Оловянные Солдатики» представляли русский рок 60-х, «Чудо-Юдо» явилось живым напоминанием об андеграунде 80-х, «Тайм-Аут» представлял сегодняшний день рок-сообщества. Толя Крупнов и Гриня Безуглый дуэтом спели «обелисковый» хит «В пельменной»…
— В. Марочкин, «Хроноскоп русского рока»

### 1995 год
Третья торжественная церемония вручения наград ФоЗД, «Они Загубили Своё Детство-94», состоялась 2 апреля 1995 года в московском клубе «Не бей копытом».

Мне памятен Праздник Загубленного Детства 1995 года, на котором музыканты группы «Цветы» получили майки лидеров за победу в номинации «Возвращение года». Певца Александра Лосева, буквально за несколько часов до Праздника отыскали на даче и привезли в клуб «Не Бей Копытом», где проходила номинация. Лосев не знал, куда его пригласили, но когда ведущие объявили о победе его «Цветов», он заплакал, совершенно не стеснясь бушующего зала. Возможно, этот выплеск эмоций и есть главное достояние Праздника Загубленного Детства!— В. Марочкин, «Повседневная жизнь российского рок-музыканта»

А вечером происходил тотальный концерт в клубе «Не бей копытом» по случаю вручения призов «Фонда загубленного детства», где я стала «Крутизной года», «Вокалисткой года» и «Композитором года». «Регги-Ковчег» в целом и по частям тоже получил кучу мест в разных номинациях. Даже Сергей Калугин стал «гитаристом года» почему-то именно в качестве музыканта группы «Регги-Ковчег» (хотя сам регги терпеть не может и играл его с нами очень мало)… Именно на этом концерте, напоминавшем вавилонское столпотворение, меня, только что прибывшую со студии и вышедшую на минуту из набитой людьми гримёрки в зал, чтобы попытаться (безуспешно) сдать шубу в переполненный гардероб, не хотел пускать обратно и ударил небейкопытовский охранник. «Ночные волки» разбили ему за это нос и заставили извиниться — так и помню страшное зрелище, как он размазывает по носу кровь и вдавливает из себя «извините». Я при этом была довольно домашней девочкой, которой из средств самообороны известны одни слёзы, и только про себя удивлялась, куда же это я родилась. Похоже, эти апрельские дни отличались какой-то особой концентрацией добрых и злых сил.— Ольга Арефьева

### 1996 год
Четвёртая торжественная церемония вручения наград ФоЗД, «Они Загубили Своё Детство-95», состоялась 28 апреля 1996 года в ДК им. 40-летия Октября.

### 1997 год
Пятая торжественная церемония вручения наград ФоЗД, «Они Загубили Своё Детство-96», состоялась 22 июня 1997 года в «Р-Клубе», располагавшемся в то время на улице Талалихина, 28.

Вчера вечером в «Р-Клубе» прошёл очередной «Праздник Загубленного Детства». Это — единственный сегодня в России профессиональный конкурс для рок-музыкантов. В 1997 году умерли пышнотелые «Звезда» и «Овация», а «Праздник», как родился в 1992 году в клубе «Секстон-ФоЗД», так и жив до сих пор без ссылок на трудности и проблемы и пользуется большим авторитетом среди музыкантов и любителей рок-музыки. В «Р-Клубе» собрались многие значимые для нашего рок-сообщества люди: Валерий Скородед, Жан Сагадеев, Дмитрий Ревякин, Наталья Медведева, «Квачи» и многие другие…
— Рокеры загубили детство по шестому разу («Вечерняя Москва», 1997)

### 1998 год
Шестая торжественная церемония вручения наград ФоЗД, «Они Загубили Своё Детство-97», состоялась в 1998 году в московском «Р-Клубе».

### 1999 год
В 1999 году ФоЗД принял участие в празднике газеты «Московский комсомолец». На сцене, установленной в аллее Дружбы Лужников, где для рок-музыкантов была организована специальная площадка, прошла очередная встреча «Тех, кто Загубил Своё Детство» со своими поклонниками.

… Площадка «Загубленное детство — Невское пиво» собрала ветеранов русского рока — «Круиз», «Черный Кофе», «Мистер-Твистер», «СВ», «Бахыт Компот» — и новые имена: тяжелая команда «Кайман», «Хиппи Хаос», в которой играет Дмитрий Четвергов, неоднократно признававшийся лучшим гитаристом России, и ещё один ветеран русского рока Александр Грецынин, а также Дмитрий Перец. Сам Перец раньше был известен как DJ Ленин (прозванный так за лысину), а на барабанах у них Хэнк — экс-ударник «Альянса» и «Морального кодекса».
Были и по-настоящему молодые группы. Например, модные в московских клубах «Маленькие помощники мамы» и «Точка росы», а также команда, которую создала Ольга Безуглая — дочь гитариста «Круиза» Григория Безуглого.
Концерт, правда, был прерван форс-мажорным обстоятельством — шквальным дождем, против которого «Загубленному детству» выставить было нечего — крыши над сценой и пультом не было. Последним на сцене со стихией героически боролся Тарас Учитель со своей «Русской правдой». Тарас на самом деле учит детей истории в одной из московских школ, и более того — представлен на соискание звания «Заслуженный учитель РФ». После «Русской правды» должен был выступать «Э. С. Т.», что, как известно, означает «Электро-судорожная терапия». Но музыканты не решились оправдать своё название — все-таки 380 вольт и 35 ампер…
— «Московский комсомолец», 1999

### 2000 год
Седьмая (и последняя) торжественная церемония вручения наград ФоЗД, «Они Загубили Своё Детство-99», состоялась 1 апреля 2000 года в Московском дворце молодёжи при стечении трёх тысяч поклонников, музыкантов и журналистов</ref>.

Петр Подгородецкий, получая 1 апреля 2000 года при большом стечении народа этот подарочек, не мог скрыть своего восторга и удивления: «Боже мой! Лучшим клавишником меня называли ровно 20 лет назад, в 1980 году!..»
— В. Марочкин, «Повседневная жизнь российского рок-музыканта»

Группа «Ария» на вручении так и не появилась. Зато пришедшие на концерт поклонники рока смогли насладиться выступлением группы «Король и шут», а также коллективов «Маврик», «Черный кофе» и «Регулярные части авантюристов».

Подытоживая деятельность ФоЗД по проведению Праздников Загубленного Детства, Владимир Марочкин дал такое объяснение прекращению награждений:

Последний праздник был проведен в 2000 году, после чего анкетирования больше не проводились, поскольку разные «Мумии Троллей» да «Их радио» нокаутировали всю музыкальную жизнь Родины.

### Номинации премии «Загубленное Детство»
| Номинация                                 | Победитель |
| ----------------------------------------- | --- |
| Группа года                               | 1992 — «Воскресение» 1993 — «Тайм-Аут» 1994 — «Монгол Шуудан» 1995 — «Тайм-Аут» 1996 — «Ария» 1997 — «Тайм-Аут» 1999 — «Король и Шут» |
| Альбом года                               | 1992 — «На кухне» (группа «Ва-Банкъ») 1993 — «Я возвращаюсь» (группа «Вика и Кусочек Льда») 1994 — «Квачи прилетели» (группа «Тайм-Аут») 1995 — «Живи, живое!!» (группа «Ва-Банкъ») 1996 — «Му-му» (группа «Тайм-Аут») 1997 — «Ни шагу назад!» (группа «Солдат Семёнов») 1999 — «Кострома» (группа «Иван Купала») |
| Песня года                                | 1992 — «Чёрное знамя» (группа «Ва-Банкъ») 1993 — «От любви к любви» (Константин Никольский) 1994 — «Что-то сталося со мной» (группа «Монгол Шуудан») 1995 — «Буратино» (группа «Тайм-Аут») 1996 — «Москва» (группа «Монгол Шуудан») 1997 — «Будем жить, Мать-Россия!» (Валерий Кипелов & Сергей Маврин) 1999 — «Убили негра» (группа «Запрещённые барабанщики») |
| Вокалист года                             | 1992 — Альберт Кувезин (группа «Ят-Ха») 1994 — Павел Молчанов (группа «Тайм-Аут») 1995 — Павел Молчанов (группа «Тайм-Аут») 1996 — Валерий Кипелов (группа «Ария») 1997 — Валерий Кипелов (группа «Ария») 1999 — Артур Беркут (группа «Маврик») |
| Вокалистка года                           | 1992 — Инна Желанная 1995 — Ольга Арефьева 1995 — Тутта Ларсен (группа «Jazz Lobster») 1996 — Наталья Медведева 1997 — Наталья Медведева 1999 — Оксана ЧушЪ (группа «Регулярные Части Авантюристов») |
| Гитарист года                             | 1992 — Михаил Кассиров (группа «Ва-Банкъ») 1993 — Григорий Безуглый (группа «Круиз») 1994 — Сергей Калугин 1995 — Дмитрий Логвиновский (группа «Каспар Хаузер») 1996 — Евгений Каргополов (группа «Чёрный Лукич») 1997 — Сергей Маврин (группа «Маврик») 1999 — Сергей Маврин (группа «Маврик») |
| Бас-гитарист года                         | 1992 — Дмитрий Шумилов (группа «Вежливый Отказ») 1993 — Толик Крупнов (группа «Чёрный Обелиск») 1994 — Толик Крупнов (группа «Чёрный Обелиск») 1995 — Сергей Фруча («Jazz Lobster») 1996 — Толик Крупнов (группа «Чёрный Обелиск») (посмертно) 1997 — Алик Грановский (группа «Мастер») 1999 — Игорь Бычков (группа «Алоэ») |
| Барабанщик года                           | 1992 — Михаил Митин (группа «Вежливый Отказ») 1993 — Андрей Родин (группа «Тайм-Аут») 1994 — Андрей Родин (группа «Тайм-Аут») 1995 — Андрей Родин (группа «Тайм-Аут») 1996 — А. Шендеров (группа «Мастер») 1997 — Михаил Митин (группа «Вежливый Отказ») 1999 — Сергей Ефимов («Хиппи Хаос») |
| Духовые инструменты года                  | 1992 — Дмитрий Орлов (группа «Ва-Банкъ») 1994 — Максим Лихачёв (группа «Ногу свело!») 1995 — Дмитрий Орлов (группа «Ва-Банкъ») 1997 — Сергей Старостин и Сергей Клевенский (группа Инны Желанной) 1999 — Андрей Соловьёв («Вежливый отказ», «Магеллан») |
| Ритм-секция года                          | 1994 — Андрей Родин и Александр Минаев (группа «Тайм-Аут») 1995 — «Че Дэнс» (Ростов-на-Дону) 1996 — Анатолий Шендеров и Алик Грановский (группа «Мастер») 1997 — Михаил Митин и Дмитрий Шумилов (группа «Вежливый Отказ») 1999 — Павел Чиняков и Александр Мосинян (группа «Маврик»). |
| Клавишник года                            | 1992 — Михаил Шевцов (Никольский и друзья) 1993 — Иван Соколовский 1994 — Денис Мажуков (группа «OFF Бит») 1995 — Чика (группа «The Console») 1996 — Сергей Курёхин (посмертно) 1997 — Максим Трефан (группа «Вежливый Отказ») 1999 — Пётр Подгородецкий |
| Текстовик года                            | 1992 — Константин Никольский 1993 — Игорь «Бегемот» Бажанов (группа «ХЗ») 1994 — Александр Лаэртский |
| Композитор года                           | 1992 — Константин Никольский 1993 — Александр Лаэртский 1994 — Ольга Арефьева 1997 — Иван Соколовский (группа «Солдат Семёнов») 1999 — Павел Молчанов (за альбом «Волшебный лес»). |
| Шоу года                                  | 1992 — «Здрасьтенафиг! Квачи прилетели!» (группа «Тайм-Аут») 1994 — «Квачи прилетели» (группа «Тайм-Аут») 1995 — «Квачи прилетели» (группа «Тайм-Аут») 1996 — «Э. С. Т.» с Валерием Золотухиным. 1997 — «Квачи прилетели» (группа «Тайм-Аут») |
| Крутизна года                             | 1992 — «Воскресение» 1993 — Концерт группы «Чудо-Юдо» с ансамблем Дмитрия Покровского и ансамблем ударных инструментов Марка Пекарского (в рамках фестиваля «Овация» в концертном зале «Россия»). 1994 — Ольга Арефьева 1995 — концерт группы «Тайм Аут» на Северном полюсе. |
| Концерт года                              | 1992 — «Воскресение» в «Горбушке» 1993 — Концерт группы «Чудо-Юдо» с ансамблем Дмитрия Покровского и ансамблем ударных инструментов Марка Пекарского (в рамках фестиваля «Овация» в концертном зале «Россия»). 1994 — Мотологический Новый год в клубе «Не бей копытом». 1995 — фестиваль «Учитесь плавать» в «Горбушке» 1996 — «Никто, кроме нас» (Дмитрий Ревякин Соратники & группа «Хобо» в ДК им. 40 лет Октября) 1997 — Motorhead и «Э.С.Т.» в «Горбушке» (продюсер Эдуард Ратников). 1999 — Кирилл Немоляев & Boney M в Кремлёвском Дворце Съездов. |
| Возвращение года                          | 1993 — «Круиз» 1994 — «Цветы» 1995 — «Манго Манго» 1996 — «Прощай, молодость» 1997 — Сергей Рыженко 1999 — «Чёрный кофе» |
| «Молодо, но круто»: лучшая молодая группа | 1992 — «Зазеркалье» (Ростов-на-Дону) 1993 — «Дубы-Колдуны» 1994 — «Акклюзия» (Воронеж) 1995 — «Швах» 1996 — «Кранты» 1997 — «Алоэ» 1999 — «Русская правда» |
| Обложка года                              | 1992 — «Садизм» (группа «Коррозия Металла») 1993 — «Медицинская техника» (группа «Тайм-Аут») 1995 — «Правильные мечты» (группа «Каспар Хаузер») 1996 — «Му-му» (группа «Тайм-Аут») 1997 — сборный компакт-диск «Поколено-97» («Р-Клуб») 1999 — «Дай мне имя» (группа «Легион») |
| Видео года                                | 1992 — «Иду. Курю» (группа «Ноль») 1993 — «Не дай мне повод» (группа «Чайф») 1994 — «Кислое вино» (группа «Ва-Банкъ») 1995 — «L’ete indiane» (Кирилл Немоляев & «Бони’НЕМ») |
| Спец-номинации разных лет                 | |
| Металлическая группа года                 | 1992 — «Чёрный Обелиск» 1993 — «Чёрный Обелиск» |
| Кошмар года                               | 1992 — Б. Г. 1999 — Земфира |
| Шоумен года                               | 1993 — Хэнк (группа «Чудо-Юдо») |
| Лучший вокальный дуэт/ансамбль            | 1994 — Марина Курышева и Павел Моргунов (группа «Барышня и Хулиган») |
| Рок-поэт года                             | 1997 — Аркадий Семёнов (группа «Солдат Семёнов») 2000 — Маргарита Пушкина (за тексты для альбома «Скиталец» группы «Маврик») |
| Рок-клуб года                             | 1997 — «Р-Клуб» |
| Книга года                                | 1997 — Андрей Игнатьев «Структуры лабиринта» |
| Радиопередача года                        | 1997 — «Трансильвания беспокоит» (Радио 101) |
| Живописец года                            | 1997 — Павел Молчанов (группа «Тайм-Аут») |
| Лучшая женская рок-группа года            | 1999 — «Бабслей» |
| Самая народная группа                     | 1999 — «Ария» |